# Торіяма Акіра
Акіра Торіяма (яп. 鳥山 明, Торіяма Акіра, 5 квітня 1955 — 1 березня 2024) — японський манґака, ігровий художник та дизайнер персонажів. Став відомим завдяки своєму популярному манґа-серіалу Dr. Slump, проте найвідомішим твором Торіями є його пізніша робота — Dragon Ball. Крім того, він є автором дизайну персонажів декількох популярних відеоігор (серії Dragon Quest, Chrono Trigger та Blue Dragon). Торіяма вважається одним з тих художників, що змінили історію манґи, оскільки його роботи мають великий вплив та є надзвичайно популярними, особливо Dragon Ball, який чимало манґак називають джерелом власного натхнення.
У 1981 році Торіяма отримав премію манґи Shogakukan за Dr. Slump як найкращу шьонен- або шьоджьо-манґу, а її продажі в Японії склали понад 35 мільйонів проданих копій. Манґа отримала успішну адаптацію у вигляді аніме-серіалу. Його наступна робота, Dragon Ball, стала однією з найпопулярніших та найуспішніших манґ у світі. З 250—300 мільйонами проданих копій по всьому світу вона друга найпродаваніша манґа усіх часів і вважається однією з основних причин, чому в середині 1980-х та середині 1990-х тираж манґи мав найвищі показники. За кордоном аніме-адаптації Dragon Ball були успішнішими, ніж сама манґа і їм завдячують зростанням популярності аніме на Заході.

## Ранні роки
Акіра Торіяма народився в Кійосу, префектура Айчі, Японія. Він згадував, що коли він був у початковій школі через брак розваг усі його однокласники малювали, намагаючись наслідувати стиль аніме та манґи. На думку Торіями він став розвиватися краще за інших, коли почав малювати своїх друзів і після виграшу призу в місцевій мистецькій студії за малюнок за анімаційним фільмом 101 далматинець, почавши тоді вважати, що «мистецтво було розвагою».

## Кар'єра

### Ранні роботи та успіх (1978—2000)
До того, як стати манґакою, Торіяма працював у рекламному агентстві в Наґої, де три роки створював плакати. Після звільнення зі своєї попередньої роботи він розпочав кар'єру в індустрії манґи, подавши свою роботу на конкурс для аматорів у журнал Jump, щоб виграти грошовий приз. Хоча він і не виграв у конкурсі, Кадзухіко Торішіма, який пізніше став його редактором, зв'язався з ним і висловив йому свою підтримку. Дебютом ж Торіями стала робота Wonder Island, опублікована в 1978 році у журналі Weekly Shōnen Jump. Втім, він не був відомим до появи його манґи в жанрі комедії Dr. Slump, яка видавалася у Weekly Shōnen Jump з 1980 до 1984 року. У ній розповідається про пригоди збоченого професора та маленького, але надзвичайно сильного робота Арале. Торіяма почав працювати над манґою, коли йому було 25 і він жив в одному домі зі своїми батьками, проте на момент завершення серіалу в 1984 році він вже був «манґа-суперзіркою». У 1981 році манґа Dr. Slump здобула премію манґи Shogakukan як найкраща шьонен / шьоджьо-манґа року. З 1981 до 1986 року на телебаченні виходила дуже успішна аніме-адаптація роботи, яка пізніше отримала римейк-серіал, що демонструвався з 1997 до 1999 року. Станом на 2008 рік обсяги продажів манґи складали понад 35 мільйонів копій в Японії.
У 1984 році журнал Weekly Shōnen Jump почав видавати нову манґу Торіями під назвою Dragon Ball, яка відразу стала надзвичайно популярною. Станом на 2014 рік лише в Японії було продано 159,5 мільйонів копій танкобонів, що робить таким чином її другою найпродаванішою манґою компанії Shueisha. Спочатку вона була лише пригодницькою / жартівливою манґою, проте пізніше перетворилася на манґу про бойові мистецтва, яку вважають «найвпливовішою шьонен-манґою». Dragon Ball став однією з головних причин, чому тираж журналу досяг рекордної позначки в 6,53 мільйонів копій (1995). Успіх серіалу заохочував Торіяму продовжувати працювати над ним з 1984 до 1995 року. Закінчуючи роботу над серіалом, Торіяма заявив, що він попросив кожного, хто був залучений до його створення, дозволити йому завершити манґу, щоб він міг «зробити деякі нові кроки в житті». Впродовж того 11-річного періоду він створив 519 глав, які були об'єднані в 42 томи. Крім того, успіх манґи став причиною появи п'яти аніме-адаптацій, декількох анімаційних фільмів, багатьох відеоігор та значної кількості продуктів за серіалом. Третя аніме-адаптація, Dragon Ball GT, не була заснована на манзі; втім, Торіяма все ще був залучений до створення назви та вибору основного акторського складу. Хоча п'ята аніме-адаптація, Dragon Ball Super, також не була за манґою, Торіяма є автором її сюжету та дизайну персонажів. Крім своєї популярності в Японії, Dragon Ball був також успішним за кордоном, зокрема в Азії, Європі та Америці, а світові продажі манґи складають 250—300 мільйонів проданих копій танкобонів.
Згодом Торіяма розроблював дизайн персонажів популярної серії RPG-відеоігор Dragon Quest. Крім того, він працював над дизайном персонажів RPG-відеогри Chrono Trigger, виданої для консолей Super Famicom, та файтингів Tobal No. 1 і Tobal 2, виданих для PlayStation.
Власна студія Торіями називається Bird Studio, що є відсиланням до його імені; «торі (яп. 鳥)» означає «пташка». Торіяма робить майже всю роботу в Bird Studio сам, навіть коли він наймав помічника (до 1995 року і лише одного, що є рідкісною практикою для манґак), помічник здебільшого працював над фонами. Студію було засновано в 1983 році, на ній створювалися цілісні, самостійні манґи, які не видавалися, та деяка інша проектна робота. Уся манґа Торіями після Dragon Ball мала тенденцію мати короткий сюжет (100—200 сторінок), зокрема Cowa!, Kajika та Sand Land.

### 2002–2024
6 грудня 2002 року Торіяма здійснив у Нью-Йорку свою єдину рекламну появу в Сполучених Штатах під час запуску видання журналу Shonen Jump, північноамериканського відповідника японського журналу Weekly Shōnen Jump. Манґи Торіями Dragon Ball та Sand Land були опубліковані в першому випуску нового журналу, який також містив детальне інтерв'ю з ним.
27 березня 2005 року CQ Motors почала продажі електромобілів, створених за дизайном Торіми. Одномісний автомобіль QVOLT є частиною серії малих електромобілів Choro-Q. Було створено лише 9 екземплярів електромобіля. Він коштує 1 990 000 єн (близько 19 000 доларів), має максимальну швидкість 30 км/год (19 миля/год) і доступний у 5 кольорах. За дизайном автомобіль QVOLT схожий на американський стрит-род, має дах і двері, які відкриваються, якщо потягнути за шнур. Торіяма стверджував, що розроблення автомобіля зайняло понад рік, «проте завдяки моїм геніальним вмінням побудови міні-моделей я зрештою досяг кінця того, що було дуже емоційною подорожжю».
У 2006 році він працював над самостійною манґою Cross Epoch у співавторстві з автором манґи One Piece Еїічіро Одою. Короткий сюжет даної манґи містить персонажів як з Dragon Ball, так і з One Piece. Торіяма був дизайнером персонажів та художником у роботі над RPG-відеогрою Blue Dragon, що була створена компанією Mistwalker та видана в 2006 році як ексклюзив для Xbox 360, він працював спільно з Хіронобу Сакаґучі та Нобуо Уемацу, з якими він також раніше працював над Chrono Trigger.
У 2008 році Торіяма співпрацював з манґакою Масакадзу Кацурою, його добрим другом та автором манґ I"s та Zetman, над манґою Sachie-chan Good!! для журналу Jump SQ. Манґа була опублікована в Північній Америці в безкоштовному видані SJ Alpha Yearbook 2013, який був розісланий у грудні 2012 року щорічним підписникам цифрового манґа-журналу Shonen Jump Alpha. У 2009 році манґаки знову працювали разом, цього разу над манґою з трьох глав під назвою Jiya, виданою в журналі Weekly Young Jump.
Компанія Avex Trax замовила у Торіями портрет поп-співачки Аюмі Хамасакі; портрет надрукований на CD її синглу 2009 року «Rule/Sparkle», який використовувався у ролі тематичної композиції американського ігрового фільму Dragonball Evolution. Також у 2009 році Торіяма намалював манґу під назвою Delicious Island's Mr. U для Сільського суспільного проекту міста Андзьо, некомерційної екологічної організації, яка навчає малих дітей важливості агрикультури та природи. Початково вони попросили його лише створити ілюстрації для брошури, проте Торіямі сподобався проект і він вирішив створити ціле оповідання. Вона входить до буклету про екологічну свідомість, який розповсюджується міською владою Андзьо.
Манґака співпрацював з журналом Shōnen Jump над відео, створеним, щоб підвищити обізнаність про Великого тохокуського землетрусу, який відбувся 11 березня 2011 року, та підтримати тих, хто постраждав внаслідок цього землетрусу. 30 березня 2013 року вийшов фільм Dragon Ball Z: Battle of Gods, перший за 17 років у серії фільм для кінотеатрів. Вперше Торіяма був настільки сильно залучений до створення анімаційної роботи, — ще на стадіях написання сценарію. Спеціальний «подвійний квиток», який можна було використати для перегляду як Battle of Gods, так і фільму One Piece Film: Z, був створений спільно Торіямою та Еїічіро Одою, автором One Piece.
28 січня 2013 року в Північній Америці в манґа-антології журналу Weekly Shonen Jump видано його манґу Kintoki, яка початково була опублікована в Японії в 2010 році. 27 березня експозиція «Акіра Торіяма: Світ Dragon Ball» почала демонструватися в універмазі компанії Takashimaya в районі Ніхонбаші, кількість відвідувачів становила 72 000 осіб за перші дев'ятнадцять днів. Експозиція була поділена на сім зон. У першій розповідалася історія серії, у другій демонструвалося понад 400 персонажів серії, у третій були показані оригінальні фрагменти манґи з пам'ятними сценами, у четвертій демонструвалися спеціальні кольорові ілюстрації, у п'ятій були подані рідкісні матеріали, пов'язані з Dragon Ball, шоста містила ескізи дизайну та анімаційних селів з аніме, у сьомій були продемонстровані пов'язані з Dragon Ball відео-матеріали. Експозиція залишалася в Ніхонбаші до 15 квітня, з 17 до 23 квітня вона демонструвалася в Осаці, а востаннє була доступна для відвідувачів у рідній для Торіямі Наґої з 27 липня до 1 вересня. У рамках відзначення 45-ї річниці журналу Weekly Shōnen Jump Торіямою була започаткована нова манґа під назвою Jaco the Galactic Patrolman, яка з'явилася у випуску за 13 липня цього журналу. Вже через два дні манґа почала видаватися англійською мовою в журналі Weekly Shonen Jump компанії Viz Media.
Наступний після Battle of Gods фільм, Resurrection 'F', вийшов 18 квітня 2015 року, мав ще більший внесок Торіями. З червня 2015 року манґака працював над манґою та аніме Dragon Ball Super. Брав участь у створенні фільмів Dragon Ball Super: Broly і Dragon Ball Super: Super Hero, які вийшли у 2018 і 2022 році відповідно. Він також розробив історію та дизайн персонажів для аніме Dragon Ball Daima, прем'єра якого відбулась у 2024 році.
Помер 1 березня 2024 року від гострої субдуральної гематоми у віці 68 років. Студія Bird оголосила про його смерть через тиждень, 8 березня.

## Особисте життя
Дружина Торіями — Йошімі Като (яп. 加藤由美), з якою він одружився 2 травня 1982 року. Вона колишня манґака з Наґої, створювала свої роботи під псевдонімом «Начі Мікамі» (яп. みかみなち) та інколи допомагала Торіямі і його помічнику у роботі над Dr. Slump, коли в них бракувало часу. Вони мають двох дітей: сина Сасуке (яп. 佐助), який народився 23 березня 1987 року, та доньку, яка народилася у жовтні 1990 року. Торіяма живе у своїй домашній студії в Кійосу.
Торіяма має любов до автомобілів та мотоциклів, яку він успадкував від свого батька, що нетривалий час брав участь у перегонах на мотоциклах та керував СТО, хоча сам він не розуміється в техніці. Манґака любить тварин, з дитинства його домашніми улюбленцями були різні види птахів, собак, котів, риб, ящірок та жуків. Деякі з них були використані як моделі для таких персонажів творів Торіями як Карін та Бірусу. Манґака все життя захоплюється пластиковими моделями, він розробив декілька таких моделей для компанії Fine Molds. Також він колекціонував автографи відомих манґак, його колекція нараховує понад 30 автографів, зокрема від Юдетамаґо і Хісаші Еґучі, цим хобі він наділив Піїсуке Сорамаме, персонажа Dr. Slump.

## Стиль, вплив та визнання
Торіяма захоплюється манґою Astro Boy Осаму Тедзуки і був вражений мультфільмом Волта Діснея 101 далматинець, який запам'ятався йому за високу якість анімації. Помітний вплив на його роботи мали ранні фільмі Джекі Чана, зокрема комедійний фільм про бойові мистецтва П'яний майстер. Торіяма заявляв, що на нього вплинув аніматор Тойоо Ашіда і телевізійна аніме-адаптація його власної манґи Dragon Ball; від них він дізнався, що розділення кольорів замість їхнього змішування робить зображення чистішим, а розмальовування ілюстрацій легшим. Кадзухіко Торішіма, директор у компанії Hakusensha, описував Торіяму як майстра зручності і «недбалого, але в гарному сенсі». Наприклад, у Dragon Ball руйнація довколишніх декорацій та зміна кольору волосся Супер Саїяна на білявий були виконані, щоб зменшити обсяги роботи в зафарбовуванні та малюванні. Торішіма заявляв, що Торіяма малює те, що він вважає цікавим, і не бере до уваги те, що думають його читачі.
Манґа Dr. Slump є здебільшого комедією, наповненою каламбурами, туалетним гумором і сексуальними натяками. Проте вона також містила багато елементів наукової фантастики: прибульців, антропоморфних персонажів, подорожі в часі та пародії на такі роботи як Ґодзілла, Зоряні Війни і Зоряний шлях. Торіяма також додавав у манґу багатьох реальних людей, зокрема своїх помічників, дружину та колег (як-от Масакадзу Кацуру), але найпомітніша роль була у його редактора Кадзухіко Торішіми, який став головним антагоністом роботи, Доктором Машіріто.

Коли Торіяма лише почав роботу над манґою Dragon Ball, вона створювалася за мотивами класичного китайського роману Подорож на Захід, а прототип, Ґоку, головного героя манґи є Сунь Укун, головний герой китайського роману. Крім того, на серію вплинули гонконзькі фільми про бойові мистецтва, особливо ті, в яких знімався Джекі Чан. Події манґи відбуваються у вигаданому світі, заснованому на Азії і на який мали вплив декілька азійських культур, зокрема японська, китайська, південноазійська, центральноазійська та арабська. Торіяма продовжував використовувати свій типовий комедійний стиль на початку, але з часом його підхід змінився і він перетворив серію на «майже винятково бойову манґу». У рідкісному інтерв'ю 2013 року, коментуючи глобальний успіх Dragon Ball, Торіяма заявив:
Якщо відверто, то я не зовсім розумію, чому це сталося. Коли манґа видавалася, єдине, чого я бажав, продовжуючи малювати, — це робити японських хлопців щасливими.
Говорячи про свою манґу загалом, він казав: «Роль моєї манґи — бути повністю розважальною роботою. Я насмілююсь сказати, що мене не турбує навіть, якщо [мої роботи] не залишали нічого після себе до тих пір, доки вони розважали своїх читачів».
Торіямі було доручено проілюструвати персонажів і монстрів першої відеогри Dragon Quest (1986), щоб виокремити її серед інших рольових ігор того часу. Відтоді він працював над кожною відеогрою даної серії. Для кожної гри Юджі Хорії спочатку надсилав Торіямі грубі ескізи персонажів з їхньою передісторією, після чого манґака перемальовував їх. Зрештою, Хорії затверджував завершені роботи. У 1995 році Торіяма пояснював, що спрайти є дуже малими і до тих пір, доки у спрайтів є відмінні риси, люди можуть визначити, що це за персонаж, тому він міг створювати складний дизайн персонажів, не турбуючись про потребу їх повторно відтворювати, яка виникає у нього при роботі над манґою. Крім дизайну персонажів та монстрів, Торіяма також створює обкладинки ігрових упаковок, а для відеогри Dragon Quest VIII він створив дизайн човнів і кораблів. Слайм, персонаж цієї серії, який став своєрідним маскотом франшизи, вважається одним з найбільш впізнаваних персонажів в іграх.
Манґа-критик Джейсон Томпсон визнав творчість Торіями впливовою, заявивши що його «надзвичайно індивідуальний та впізнаваний стиль» став причиною популярності франшизи Dragon Ball. Він зазначає, що популярні шьонен-манґи кінця 1980-х — початку 1990-х років мали «мужніх» героїв, як-от City Hunter та Hokuto no Ken, тоді як Dragon Ball вирізнявся «мультяшним» та маленьким Ґоку, започаткувавши тенденцію, яка на думку Томпсона продовжується донині. Сам Торіяма заявив, що він ішов проти узвичаєної практики, у якій найсильніші персонажі були найбільшими за розміром, створюючи натомість багато низькорослих найсильніших персонажів. Томпсон завершив свій аналіз твердженням, що лише Акіра Торіяма так тоді малював і що Dragon Ball — «екшн-манґа, намальована гег-манґакою». Втім, Джеймс С. Ядао, автор книги The Rough Guide to Manga, звертає увагу на зміну в малюнках, яка відбувається в серіалі, коли персонажі поступово «втрачають згладжений, невинний вигляд, який [Торіяма] створив у Dr. Slump і отримують гостріші кути, що виділяються своєю енергією та силою».
У 2011 році Томпсон заявив, що «Dragon Ball є безсумнівно найвпливовішою шьонен-манґою за останні 30 років, а сьогодні майже кожен художник Shōnen Jump називає її однією із своїх улюблених і натхнений нею різним чином». Багато художників назвали Торіяму та Dragon Ball тим, що мало вплив на них, зокрема автор One Piece Еїічіро Ода, автор Наруто Масаші Кішімото, автор Fairy Tail та Rave Хіро Машіма, ілюстратор Boruto: Naruto Next Generations Мікіо Ікемото, автор Venus Versus Virus Ацуші Судзумі, автор Bleach Тайто Кубо, автор Black Cat Кентаро Ябукі і автор Mr. Fullswing Шін'я Судзукі. Німецький комікс-художник Ганс Штайнбах був дуже сильно натхнений Торіямою, а тайський карикатурист Вісут Понніміт згадував Торіяму як одного із свої улюблених карикатуристів. Ян Джонс-Кворті, продюсер американського анімаційного серіалу Steven Universe, є шанувальником Dragon Ball та Dr. Slump і використовує дизайни транспортних засобів Торіями як зразок для власних. Він також заявляв, що «Ми всі [у Steven Universe] великі шанувальники Торіями». У 2008 році компанія Oricon провела опитування, щоб визначити найпопулярнішого манґаку, в якому Торіяма посів друге місце, поступившись лише автору манґи Nana Ай Ядзаві. Втім, він посідав перше місце серед опитаних чоловіків та тих, чий вік складав понад 30 років. У 2010 році цією ж компанією було проведено інше опитування, щоб визначити манґак, які змінили історію манґи. Торіяма поступився лише Осаму Тедзуці, посівши друге місце. У 2013 році Торіяма виграв Спеціальну премію 40-ї річниці Міжнародного фестивалю коміксів в Ангулемі за його багаторічні заслуги в створені карикатур. Він здобув найбільше голосів на премію Grand Prix de la ville d'Angoulême цього фестивалю того року; втім, комітет з відбору вибрав для нагороди художника Віллема. У січні 2019 року Торіяма був оголошений кандидатом на вступ до Will Eisner Hall of Fame, це питання буде вирішено на San Diego Comic-Con. За його роботу над дизайном у відеоіграх IGN помістила Торіяму на 74 місце у своєму списку 100 найкращих творців ігор всіх часів.

## Роботи

### Манґи
| Назва | Рік          | Примітки |
| --- | ------------ | --- |
| Awawa World (яп. あわわワールド, Awawa Wārudo) | 1977         | Неопублікована, подана на премію Monthly Young Jump. У 1983 році надрукована у бюлетні фан-клубу Торіями, Bird Land Press # 5 & 6.                                                                                      |
| Mysterious Rain Jack (яп. 謎のレインジャック, Nazo no Rein Jakku)                                                                                             | 1978         | Неопублікована, подана на премію Monthly Young Jump. У 1982 році надрукована у бюлетні фан-клубу Торіями, Bird Land Press # 3 & 4.                                                                                      |
| Wonder Island (яп. ワンダー・アイランド, Wandā Airando) | 1978         | Самостійна манґа, опублікована у Weekly Shōnen Jump 1978 #52 |
| Wonder Island 2 (яп. ワンダー・アイランド2, Wandā Airando Tsū)                                                                                                | 1978         | Самостійна манґа, опублікована у спеціальному січневому виданні 1979 року Weekly Shōnen Jump |
| Today's Highlight Island (яп. 本日のハイライ島, Honjitsu no Hairai Shima)                                                                                     | 1979         | Самостійна манґа, опублікована у квітневому спеціальному виданні Weekly Shōnen Jump |
| Tomato, Girl Detective (яп. ギャル刑事トマト, Gyaru Keiji Tomato)                                                                                             | 1979         | Самостійна манґа, опублікована у серпневому спеціальному виданні Weekly Shōnen Jump |
| Dr. Slump (яп. Dr. スランプ, Dokutā Suranpu) | 1980–1984    | 236 глав у Weekly Shōnen Jump 1980 #5/6 — 1984 #39, об'єднаних у 18 танкобонів, повторно зібраних у 9 айдзобанів у 1990 році, 9 бункобанів у 1995 році та 15 кандзенбанів у 2006 році                                   |
| Pola Roid | 1981         | Самостійна манґа, опублікована у Weekly Shōnen Jump 1981 #17; у 1981 році перемогла в конкурсі журналу «Премія читачів Jump»                                                                                            |
| Escape | 1981         | Самостійна манґа, опублікована у січневому виданні 1982 року Shōnen Jump |
| Mad Matic | 1982         | Самостійна манґа, опублікована у Weekly Shōnen Jump 1982 #12; подана у 1982 році Торіямою на конкурс журналу «Премія читачів Jump»                                                                                      |
| Pink | 1982         | Самостійна манґа, опублікована у виданні за грудень 1982 року Fresh Jump |
| Hetappi Manga Kenkyūjo | 1982–1984    | 1 танкобон, виданий у Fresh Jump, уроки малювання, створені у співавторстві з Акірою Сакумою |
| Chobit | 1983         | 2 самостійні манґи, опубліковані у Weekly Shōnen Jump та Fresh Jump |
| Dragon Boy (яп. 騎竜少年, Doragon Bōi) | 1983         | 2 самостійні манґи, опубліковані у Fresh Jump |
| The Adventure of Tongpoo (яп. トンプー大冒険, Tonpū Dai Bōken)                                                                                                | 1983         | Самостійна манґа, опублікована у Weekly Shōnen Jump |
| Akira Toriyama's Manga Theater Vol.1 | 1983         | 1 танкобон, створений з раніше опублікованої самостійної манґи |
| Dragon Ball | 1984–1995    | 519 глав і одна додаткова глава, опубліковані у Weekly Shōnen Jump 1984 #51 — 1995 #25, об'єднані у 42 танкобони, повтовно зібрані у 2002 році у 34 кандзенбани з альтернативною кінцівкою і у 2016 році у 18 сошюненів |
| Mr. Ho (яп. Mr.ホー) | 1986         | Самостійна манґа, опублікована у Weekly Shōnen Jump 1986 #49 |
| Lady Red | 1987         | Самостійна манґа, опублікована у Super Jump #2 |
| Kennosuke-sama (яп. 剣之介さま) | 1987         | Самостійна манґа, опублікована у Weekly Shōnen Jump 1987 #38 |
| Sonchoh | 1987         | Самостійна манґа, опублікована у Weekly Shōnen Jump 1988 #05 |
| Mamejirō (яп. 豆次郎くん, Mamejirō-kun) | 1988         | Самостійна манґа, опублікована у Weekly Shōnen Jump |
| Akira Toriyama's Manga Theater Vol.2 | 1988         | 1 танкобон, зібраний з попередньо опублікованої самостійної манґи |
| Clear Skies, Karamaru (яп. 空丸くん日本晴れ, Karamaru-kun Nihonbare)                                                                                          | 1989         | Самостійна манґа, опублікована у Weekly Shōnen Jump |
| Rocky | 1989         | Самостійна манґа, опублікована у Dōjinshi Neko Jū Jisha to Sono Yūjin-tachi (яп. 猫十字社の同人誌), зібранні робіт різних художників.                                                                                   |
| Wolf | 1990         | Самостійна манґа, опублікована в арт-буці Akira Toriyama: The World |
| Cashman – Saving Soldier (яп. 貯金戦士 CASHMAN) | 1990–1991    | 3 самостійні манґи, опубліковані у V Jump |
| Dub &amp; Peter 1 | 1992–1993    | 4 самостійні манґи, опубліковані у V Jump |
| Go! Go! Ackman | 1993–1994    | 11 самостійних манґ, опублікованих у V Jump |
| Alien X-Peke (яп. 宇宙人ペケ, Uchūjin Peke) | 1996         | Дві глави у Weekly Shōnen Jump |
| Tokimecha | 1996–1997    | Три глави у Weekly Shōnen Jump |
| Bubul and the Majin Village (яп. 魔人村のBUBUL, Majin Mura no Bubul)                                                                                          | 1997         | Самостійна манґа, опублікована у Weekly Shōnen Jump; перемогла у відновленому конкурсі журналу «Кубок читачів Jump ’97», прототип його іншої манґи, Cowa!                                                               |
| Akira Toriyama's Manga Theater Vol.3 | 1997         | 1 танкобон, зібраний з попередньо опублікованої самостійної манґи |
| Cowa! | 1997–1998    | 14 глав, виданих у Weekly Shōnen Jump, об'єднані у 1 танкобон |
| Kajika | 1998         | 12 глав, виданих у Weekly Shōnen Jump, об'єднані у 1 танкобон |
| Mahimahi the Lungfish (яп. ハイギョのマヒマヒ, Haigyo no Mahimahi)                                                                                            | 1999         | Самостійна манґа, опублікована у Weekly Shōnen Jump |
| Neko Majin | 1999–2005    | 3 самостійні манґи, опубліковані у Weekly Shōnen Jump і 5 самостійних манґ, опублікованих Monthly Shōnen Jump, об'єднані у 1 кандзенбан                                                                                 |
| Hyowtam (яп. ヒョータム, Hyōtamu) | 2000         | Самостійна манґа, намальована цілком на комп'ютері і видана в E-Jump, спеціальному видані Weekly Shōnen Jump про електроніку.                                                                                           |
| Sand Land | 2000         | 14 глав, виданих у Weekly Shōnen Jump, об'єднані у 1 танкобон |
| This is the Police Station in front of Dragon Park on Planet Namek (яп. こちらナメック星ドラゴン公園前派出所, Kochira Namekku-sei Dragon Kōen-mae Hashutsujo) | 2006         | 1 глава Super Kochikame (яп. 超こち亀, Chō Kochikame), створена на основі манґ Kochira Katsushika-ku Kameari Kōen-mae Hashutsujo і Dragon Ball у співавторстві з Осаму Акімото на 30-ту річницю Kochikame.              |
| Cross Epoch | 2006         | Самостійна манґа, опублікована у Weekly Shōnen Jump, створена на основі Dragon Ball та One Piece у співавторстві з Еїічіро Одою                                                                                         |
| Dr. Mashirito – Abale-chan (яп. Dr.MASHIRITO ABALEちゃん) | 2007         | Самостійна манґа, опублікована у Monthly Shōnen Jump |
| Sachie-chan Good!! (яп. さちえちゃんグー!!, Sachie-chan Gū!!)                                                                                                 | 2008         | Самостійна манґа, опублікована у Jump SQ, ілюстрації виконані Масакадзу Кацурою |
| Delicious Island's Mr. U (яп. おいしい島のウーさま, Oishii Shima no Ū-sama)                                                                                   | 2009         | Самостійна манґа, опублікована у брошурі Saishū Senryaku Biosphere (яп. 最終戦略 バイオスフィア) для 2030 Magazine |
| Jiya (яп. JIYA -ジヤ-) | 2009–2010    | 3 глави, опубліковані у Weekly Young Jump, ілюстрації виконані Масакадзу Кацурою |
| Kintoki (яп. KINTOKI-金目族のトキ-, Kintoki - Kinmezoku no Toki)                                                                                              | 2010         | Самостійна манґа, опублікована у Weekly Shōnen Jump |
| Jaco the Galactic Patrolman | 2013         | 11 глав, виданих у Weekly Shōnen Jump, зібраних у 1 танкобон |
| Katsura & Akira Short Stories (яп. 桂正和×鳥山明 共作短編集 カツラアキラ, Katsura Masakazu × Toriyama Akira Tomosaku Tanpenshū: KatsuraAkira)                 | 2014         | 1 том, художник Масакадзу Кацура, збірка раніше опублікованих ван-шотів |
| Dragon Ball Super | 2015–дотепер | Оригінальна концепція та сюжетний план, з деякими розкадровками та діалогами. Наразі серіалізовано у V Jump, арт та діалоги від Тойотаро, зібрано у 23 танкобони                                                        |

### Арт-буки
- Akira Toriyama: The World (яп. 鳥山明 the world, 10 січня 1990)
- Akira Toriyama: The World Special (яп. 鳥山明 THE WORLD SPECIAL, 19 вересня 1990)
- The World of Akira Toriyama: Akira Toriyama Exhibition (яп. 鳥山明の世界 AKIRA TORIYAMA EXHIBITION, 1993)
- Dragon Ball Daizenshū 1: The Complete Illustrations (яп. ドラゴンボール大全集１ COMPLETE ILLUSTRATIONS, 20 червня 1995)
- Dragon Quest Monsters: Akira Toriyama Illustrations (яп. ドラゴンクエストモンスターズ 鳥山明イラストレーションズ, 18 грудня 1996)
- Dragon Quest 25th Anniversary Monster Encyclopedia (яп. ドラゴンクエスト25thアニバーサリー モンスター大図鑑, 31 травня 2012)
- Dragon Ball Chōgashū (яп. ドラゴンボール超画集, 9 травня 2013)
- Akira Toriyama: Dragon Quest Illustrations  (яп. 鳥山明 ドラゴンクエスト イラストレーションズ, 27 травня 2016)

### Аніме
- Dr. Slump — Arale-chan (телевізійний аніме-серіал, 1981—1986) — оригінальна ідея, за мотивами його манґи Dr. Slump.
- Crusher Joe (фільм, 1983) — створив дизайн космічної станції MAX 310[90].
- Dragon Ball (телевізійний аніме-серіал, 1986—1989) — оригінальна ідея, за мотивами першої половини його манґи Dragon Ball.
- Kosuke & Rikimaru: The Dragon of Konpei Island (яп. 小助さま力丸さま -コンペイ島の竜-, OVA, 1988) — режисура, сюжет та дизайн персонажів.
- Dragon Quest (телевізійний аніме-серіал, 1989—1991) — оригінальний дизайн персонажів.
- Dragon Ball Z (телевізійний аніме-серіал, 1989—1996) — оригінальна ідея, за мотивами другої половини його манґи Dragon Ball, назва.
- Pink: Water Bandit, Rain Bandit (яп. ＰＩＮＫ みずドロボウ あめドロボウ, Pinku Mizu Dorobō Ame Dorobō, фільм, 1990) — оригінальна ідея, за мотивами його манґи Pink
- Kennosuke-sama (яп. 剣之介さま, фільм, 1990) — оригінальна ідея, за мотивами його однойменної манґи.
- Go! Go! Ackman (фільм, 1994) — оригінальна ідея, за мотивами його однойменної манґи.
- Imagination Science World Gulliver Boy (телевізійний аніме-серіал, 1995) — дизайн.
- Dragon Ball GT (телевізійний аніме-серіал, 1996—1997) — дизайн персонажів, назва та розробка логотипу.
- Doctor Slump (телевізійний аніме-серіал, 1997—1999) — оригінальна ідея, за мотивами його манґи Dr. Slump.
- Dr. Slump: Dr. Mashirito – Abale-chan (яп. Dr.SLUMP Dr.マシリト アバレちゃん, Dokutā Suranpu: Doctor Mashirito Abare-chan, короткометражний фільм, 2007) — за мотивами його однойменної манґи.
- Blue Dragon (телевізійний аніме-серіал, 2007—2008) — дизайн персонажів.
- Dragon Ball Kai (телевізійний аніме-серіал, 2009—2011, 2014—2015) — оригінальна ідея, за мотивами другої половини його манґи Dragon Ball.
- Dragon Ball Super (телевізійний аніме-серіал, 2015—2018) — оригінальна ідея, сюжет, дизайн персонажів та назва.
- Sand Land (оригінальна мережева анімація, 2024) — оригінальна ідея, дизайн персонажів
- Dragon Ball Daima (телевізійний аніме-серіал, 2024) — оригінальна ідея, сюжет, дизайн персонажів

### Фільми
- Dragon Ball Z: Battle of Gods (2013) — оригінальна ідея, сюжет та дизайн персонажів.
- Dragon Ball Z: Resurrection 'F' (2015) — оригінальна ідея, сюжет, дизайн персонажів та назва.
- Dragon Ball Super: Broly (2018) — сценарій, оригінальна ідея, дизайн персонажів.
- Dragon Ball Super: Super Hero (2022) — сценарій, оригінальна ідея, дизайн персонажів.

### Відеоігри
- Серія Dragon Quest (1986–дотепер) — дизайн персонажів.
- Dragon Ball: Shenlong no Nazo (1986) — створив дизайн декількох персонажів, зокрема Куріріан (яп. クリリアン)[91].
- Famicom Jump II: Saikyō no Shichinin (1991) — дизайн босів-монстрів.
- Chrono Trigger (1995) — дизайн персонажів і сетингу. Також Торіяма з'являється разом з іншими розробниками в альтернативній кінцівці гри. Він і його Bird Studio разом із студією Toei Animation створили аніме-кат-сцени для римейку 1999 року для PlayStation.
- Tobal No. 1 (1996) — дизайн персонажів.
- Blue Dragon (2006) — дизайн персонажів.
- Blue Dragon Plus (2008) — дизайн персонажів.
- Blue Dragon: Awakened Shadow (2009) — дизайн персонажів, озвучування персонажа Торіпо.
- Chōsoku Henkei Gyrozetter (2012) — розробив дизайн персонажа Beeman 500SS[92].
- Dragon Ball FighterZ (2018) — розробив дизайн персонажа Android 21.
- Dragon Ball Legends (2018) — розробив дизайн персонажів Шаллот (яп. シャロット, Sharotto) і Дзахха (яп. ザッハ)[93].
- Jump Force (2019) — розробив дизайн декількох оригінальних персонажів.

### Інші роботи
- Fuel Album (альбом Джьоджі Токоро, 1981) — ілюстрація[94].
- «Fire! Staff Tripper» (яп. 燃えよ!フトリッパー, сингл Акіри Сакуми, 1982) — обкладинка альбому.
- Polkadot Magic (альбом Мамі Коями, 1984) — обкладинка альбому[95].
- Higashiyama Zoo and Botanical Gardens (1984) — створив логотип для експозиції коали цього зоопарку[96].
- Fine Molds (1985) — проілюстрував обкладинку та створив ілюстрації моделі Lisa[97].
- Apple Pop (яп. アップルポップ, короткометражний фільм, що демонструвався на телешоу Hirake Ponkikki, 1988) — дизайн персонажів.
- V Jump (1990) — розробив для журналу дизайн персонажа V Dragon (яп. V龍)[98], який пізніше з'явився у відеоіграх Dragon Quest X (2012)[99], Gaist Crusher (2013) та Monster Strike (2014)[100].
- Weekly Jump F-1 Club (1990) — розробив дизайн Вінс-куна (яп. ウインズくん), маскота колонки у Weekly Shōnen Jump[101].
- Fine Molds (1991) — розробив для компанії-виробника модель маскота Ґошікірена (яп. 五式犬)[102].
- Super Sense Story (брошура з безпеки дорожнього руху для компанії Honda, 1991) — дизайн персонажів[103].
- Fine Molds (1994) — розробив дизайн сімох ліній моделей колекції World Fighter Collection цієї компанії, упаковок та інструкцій[104].
- Souvenirs entomologiques (книга Жана-Анрі Фабра, 1996) — обкладинка для видання японською мовою компанії Shueisha Bunko[105].
- Bitch's Life Illustration File (арт-бук, 2001) — ілюстрація[106].
- Shueisha (2002) — розробив дизайн персонажа Рідон (яп. リードン, Rīdon).
- Toccio the Angel (яп. てんしのトッチオ, Tenshi no Totchio, книга для дітей, 2003) — написав та проілюстрував книгу[107].
- QVOLT (електромобіль, 2005) — розробив дизайн автомобіля.
- Jump Shop (2005) — розробив дизайн персонажа Джянта (яп. ジャンタ) для онлайн-магазину Weekly Shōnen Jump[108].
- «Rule/Sparkle» (сингл Аюмі Хамасакі, 2006) — ілюстрація Аюмі Хамасакі у ролі Сона Ґоку, надрукована на CD та DVD сингла.
- Ichigo Dōmei (яп. 苺同盟, книга Чіакі, 2007) — ілюстрація Чіакі для обкладинки[109].
- Weekly Shōnen Jump (2009) — розробив дизайн персонажа Кайдзо-куна (яп. KAIZOくん) для вебсайту цього журналу[110].
- Invade (альбом Jealkb, 2011) — обкладинка альбому.
- Journey to the West: Conquering the Demons (2014) — ілюстрація Сунь Укуна для постеру виходу фільму в Японії[111].
- My Jump (2016) — розробив дизайн персонажів Май (яп. マイ) та Хонбот (яп. ホンボット) для цього мобільного застосунку[112].